# اویگندورف
اویگندورف (به آلمانی: Eugendorf) یک منطقهٔ مسکونی در اتریش است که در ناحیه زالتسبورگ-اومگه‌بونگ واقع شده‌است. اویگندورف ۲۹٫۰۴ کیلومتر مربع مساحت دارد ۵۶۰ متر بالاتر از سطح دریا واقع شده‌است.